# Live in San Francisco (album de Loreena McKennitt)
Pour les articles homonymes, voir Live in San Francisco.
Live in San Francisco est un maxi de Loreena McKennitt, sorti en 1995.

## Liste des morceaux
| No | Titre                                     | Auteur                                   | Durée |
| -- | ----------------------------------------- | ---------------------------------------- | ----- |
| 1. | The Mystic's Dream                        | Loreena McKennitt                        |       |
| 2. | Santiago (traditionnel)                   |                                          |       |
| 3. | She Moved Through the Fair (traditionnel) | Padraic Colum                            |       |
| 4. | Between the Shadows                       | Loreena McKennitt                        |       |
| 5. | The lady of Shalott                       | Loreena McKennitt / Alfred Lord Tennyson |       |
| 6. | The Bonny Swans (traditionnel)            | Loreena McKennitt                        |       |